# 海上之盟
海上之盟乃北宋及金國為了聯合力量夾攻遼國而簽訂的軍事合作盟約。宣和二年（1120年）宋、金雙方商定：金取遼中京大定府，宋取遼南京析津府，遼亡後，宋將原給遼的歲幣轉納於金國，金同意將燕雲十六州之地歸宋朝。由於雙方接觸都因地理上受遼國阻隔，而需要海上經渤海往來，另稱「海上之盟」 。

## 背景
自北宋立國於中原以後，強大的遼國一直位於宋的北方，且時有南侵攻宋的野心，形成宋遼南北敵意對峙的局面。公元1004年，宋真宗與遼簽署了澶淵之盟後，宋遼之間維持一段達約一百年的和平，雙方之間都沒有完全消滅對方的能力 。宋徽宗政和五年（1115年），位於遼國東北勢力範圍內的女真族在完顏阿骨打的領導下反抗遼國的統治，屢敗遼軍，並建立金國，遼國國勢迅速下滑。此時北宋君主宋徽宗與大臣蔡京、童貫認為遼國亡國在即，金國會取而代之，決定聯金攻遼，不但可向金以示和好，而且以圖收復失去已達二百年的燕雲十六州之地。

## 內容
重和元年（1118年），宋徽宗派武義大夫馬政自山東登州（今山東蓬萊）乘船渡海，以買馬為幌子，與金談判攻遼。此後宋金使者頻繁接觸。宣和二年（1120年），雙方商定以下的內容：
- 宋金各自進軍攻遼，其中金軍攻取遼上京临潢府（今内蒙古自治区赤峰市巴林左旗林东镇南）與中京大定府（今内蒙古自治区赤峰市宁城县天义镇大明乡），宋軍攻取遼西京大同府（今山西大同）和南京析津府（今北京）。
- 宋答應滅遼後，將原來於澶淵之盟輸給遼的歲幣轉輸給金。
- 金則答應將燕雲十六州還给宋。

## 宋金伐遼
結果，宋朝虽然收降易州守将高凤、涿州守将郭药师，但最终却攻遼失敗，而金軍則是順利攻下遼上京、遼中京、辽西京及遼南京。金方事後指責宋未能兌現承諾「攻陷遼南京」而拒絕還燕雲。金宋雙方經交涉後，宋朝允以二十萬兩銀、三十萬匹絹給金，並納燕京代租錢一百萬貫，金才交還燕雲七州（景、檀、易、涿、薊、順、幽，其中景、易二州不在十六州之内，幽州后为遼南京析津府）。金軍得到七州中奚、契丹、渤海等族的人口财产，仅将汉人的财产留给宋朝，还要挟宋朝交出逃到宋朝的辽臣赵温讯、李处能等，并以追杀辽朝余部为名向宋朝索得军粮20万石。金朝还向宋朝索要投降宋朝的郭药师部“怨军”八千人，宋朝没有答应；作为交换，将幽州城辖区内150贯以上家产的3万余户人家交割给金朝。金军撤出城前還將遼南京城內財物和人口搜刮一空，宋接收的只是一座「城市丘墟，狐狸穴處」的空城。宋改遼南京析津府為燕山府。
此后，宋朝还要每年交给金朝140万两白银，幽州每年100万两的租税归金朝，而且要用实物交割。宋朝亦曾提出索要被金取得的辽西京，但金朝表示要迁走其全部的居民，宋朝只得又给了金朝20万两，然而金朝并没有将大同府让给宋朝。
宋朝以收复燕云之功论功行赏，封童贯为豫国公再进封广阳郡王，升蔡攸为少师，宰相王黼由少师进位太傅，赏玉带，赵良嗣为延康殿学士，命王安中作《复燕云碑》。

## 影響
海上之盟簽訂後，金宋果然合力滅了遼國。但是遼國滅亡以後，宋朝變相失去遼國作為它的屏障，以阻擋金兵南下。此後金宋邊境正式接壤，双方仍然因为燕云十六州的归属等问题发生冲突，宋朝又背棄盟約，未給予歲幣、接受金的叛將张觉，最终金兵於遼亡後南侵宋。1126年，北宋便在朝政敗壞，國力和軍力不振的情況下，遭強大的金兵攻克其首都汴京及中原一帶的領土，釀成靖康之变，立國167年的北宋滅亡。